# Abwurfstange

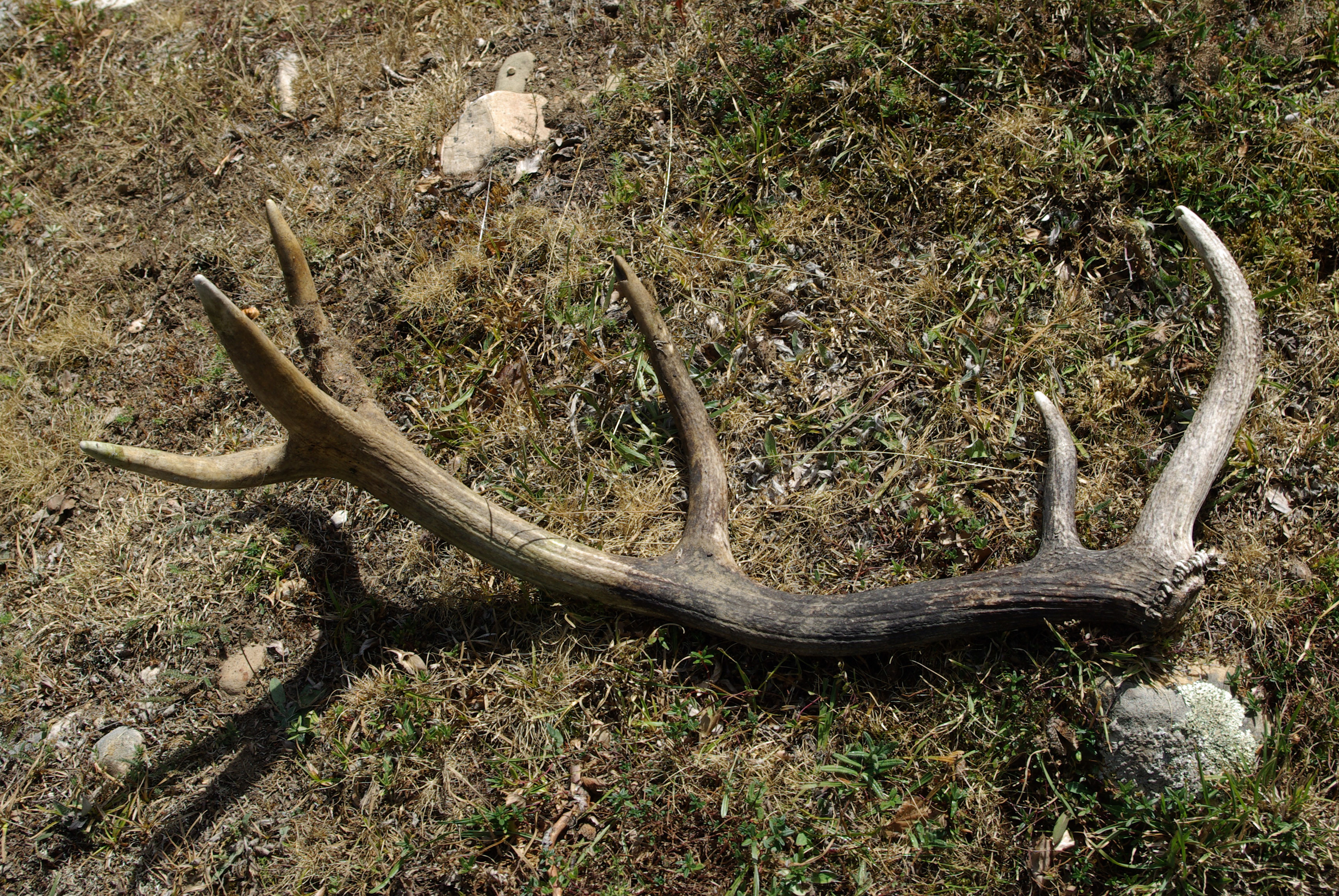
Abwurfstange eines Rothirschs

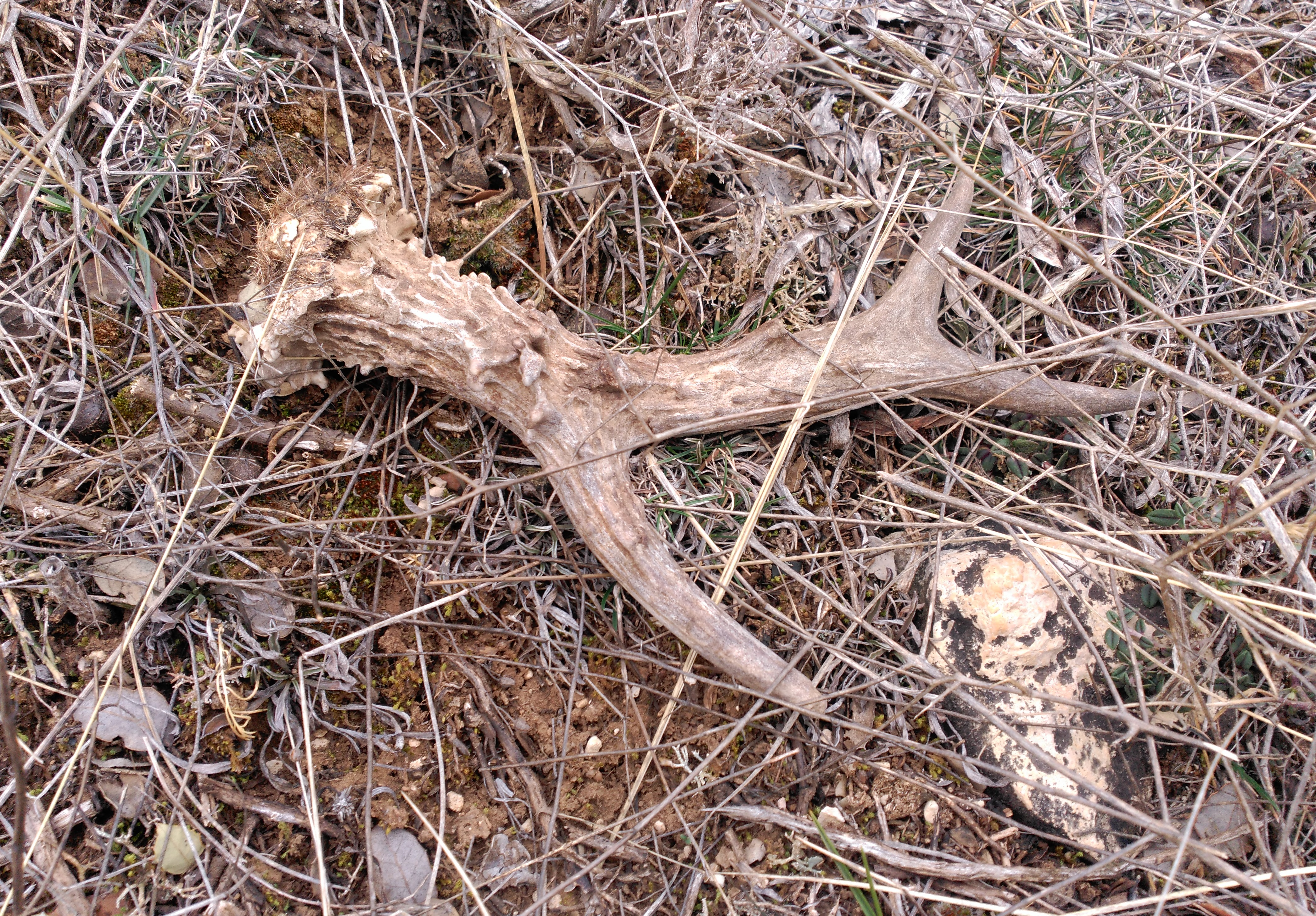
Abwurfstange eines Rehbocks

Als Abwurfstange oder Abwurf bezeichnet man in der Jägersprache das abgeworfene Geweih von Cerviden. Finden sich zwei Abwurfstangen vom selben Stück, werden die Abwurfstangen Passstangen genannt. Der Abwurf ist Eigentum des Jagdausübungsberechtigten. Nach § 15 des deutschen Bundesjagdgesetzes bedarf es Zum Sammeln von Abwurfstangen […] nur der schriftlichen Erlaubnis des Jagsausübungsberechtigten. Das unerlaubte Sammeln erfüllt den Straftatbestand der Jagdwilderei (§ 292 Abs. 1 Nr. 2 StGB). In Österreich ist das unberechtigte Sammeln von Abwurfstangen ein Eigentumsdelikt nach § 137 Strafgesetzbuch (StGB). In der Schweiz ist das Sammeln von Abwurfstangen, außer zu bestimmten Jahreszeiten in Wildschutzzonen, erlaubt.